# Lonchopisthus
Lonchopisthus is een geslacht van straalvinnige vissen uit de familie van kaakvissen (Opistognathidae).

## Soorten
- Lonchopisthus higmani Mead, 1959
- Lonchopisthus lemur (Myers, 1935)
- Lonchopisthus lindneri Ginsburg, 1942
- Lonchopisthus micrognathus (Poey, 1860)
- Lonchopisthus sinuscalifornicus Castro-Aguirre & Villavicencio-Garayzar, 1988